# Bacco e bevitore
Il Bacco e bevitore è un dipinto olio su tela, 132×96 cm, di Bartolomeo Manfredi databile tra il 1600 e il 1610, conservato presso la Galleria nazionale di arte antica di palazzo Barberini a Roma.

## Storia e descrizione
Non si hanno informazioni puntuali sulla commessa e sulle origini del dipinto. In una lettera autografa del 1622, poco prima di morire, il pittore ringrazia Vincenzo Gonzaga a Mantova per la commissione di quattro opere, di cui tuttavia non si è a conoscenza di quali fossero i soggetti. Di certo si sa che la tela del Bacco fece parte della collezione del cardinale Silvio Valenti Gonzaga, giacché comparve nel 1749 nella scena di Giovanni Paolo Panini (oggi presso il Wadsworth Atheneum di Hartford) della Galleria del cardinal Gonzaga, dove in alto a sinistra compare riprodotto anche il soggetto del Manfredi. Un inventario della quadreria indicava la tela con l'erronea attribuzione al Caravaggio.
Successivamente alla dispersione delle collezioni di Silvio Valenti Gonzaga, avviata nel 1763, il dipinto entrò a far parte delle raccolte di Giovanni Torlonia, che poi lo lascerà agli eredi nel suo testamento del 1829, fino a confluire nelle proprietà dello Stato italiano nel 1892.
La tela ha riportato l'assegnazione al Merisi fino al 1925, quando la critica la assegnò per la prima volta al Manfredi (trovando conferma anche in epoche successive). Un importante intervento di restauro avviato sul finire del XX secolo ha messo in luce la tecnica con cui il pittore eseguì il dipinto, particolarmente lenta nella stesura dei colori, con l'applicazione di molteplici strati di colore sovrapposti in cui di volta in volta si puntellavano i dettagli delle figure, totalmente in contrasto con il modo di dipingere di Caravaggio e Ribera, che invece erano veloci nell'esecuzione.